# Buchanan (Georgia)
Buchanan es un pueblo ubicado en el condado de Haralson en el estado estadounidense de Georgia. En el censo de 2000, su población era de 941.

## Demografía
En el 2000 la renta per cápita promedia del hogar era de $23,269, y el ingreso promedio para una familia era de $26,964. El ingreso per cápita para la localidad era de $11,821. Los hombres tenían un ingreso per cápita de $24,205 contra $16,458 para las mujeres.

## Geografía
Buchanan se encuentra ubicado en las coordenadas 33°48′6″N 85°11′1″O / 33.80167, -85.18361 (33.801726, -85.183506).
Según la Oficina del Censo, la localidad tiene un área total de 4,3 km² (1,7 mi²), de la cual 3,8 km² (1,5 mi²) es tierra y 0,5 km² (0 mi²) (11.6%) es agua.